# العلاقات الجامايكية الساموية
العلاقات الجامايكية الساموية هي العلاقات الثنائية التي تجمع بين جامايكا وساموا.

## مقارنة بين البلدين
هذه مقارنة عامة ومرجعية للدولتين:
| وجه المقارنة                                              | جامايكا       | ساموا                        |
| --------------------------------------------------------- | ------------- | ---------------------------- |
| المساحة (كم2)                                             | 10.99 ألف     | 2.84 ألف                     |
| عدد السكان (نسمة)                                         | 2.95 مليون    | 196.44 ألف                   |
| الكثافة السكانية (ن./كم²)                                 | 268.43        | 69.17                        |
| العاصمة                                                   | كينغستون      | أبيا                         |
| اللغة الرسمية                                             | لغة إنجليزية  | لغة إنجليزية، اللغة الساموية |
| العملة                                                    | دولار جامايكي | تالا ساموي                   |
| الناتج المحلي الإجمالي (بليون دولار)                      | 14.77 مليار   | 856.63 مليون                 |
| الناتج المحلي الإجمالي (تعادل القوة الشرائية) بليون دولار | 24.79 مليار   | 1.15 مليار                   |
| الناتج المحلي الإجمالي الاسمي للفرد دولار أمريكي          | 5.23 ألف      | 3.94 ألف                     |
| الناتج المحلي الإجمالي للفرد دولار أمريكي                 | 8.88 ألف      | 5.79 ألف                     |
| مؤشر التنمية البشرية                                      | 0.719         | 0.702                        |
| رمز المكالمات الدولي                                      | +1876         | +685                         |
| رمز الإنترنت                                              | .jm           | .ws                          |
| المنطقة الزمنية                                           | 00            | ت ع م+13:00                  |

## منظمات دولية مشتركة
يشترك البلدان في عضوية مجموعة من المنظمات الدولية، منها:
| علم المنظمة | اسم المنظمة                                                | تاريخ انضمام جامايكا | تاريخ انضمام ساموا |
| ----------- | ---------------------------------------------------------- | -------------------- | ------------------ |
|             | يونسكو                                                     | 7 نوفمبر 1962        | 3 أبريل 1981       |
|             | وكالة ضمان الاستثمار متعدد الأطراف                         | 12 أبريل 1988        | 27 سبتمبر 2002     |
|             | الأمم المتحدة                                              | 18 سبتمبر 1962       | 15 ديسمبر 1976     |
|             | العملية المشتركة للاتحاد الأفريقي والأمم المتحدة في دارفور | ?                    | ?                  |
|             | مجموعة دول أفريقيا والكاريبي والمحيط الهادئ                | ?                    | ?                  |
|             | دول الكومنولث                                              | ?                    | ?                  |
|             | الاتحاد البريدي العالمي                                    | ?                    | ?                  |
|             | البنك الدولي للإنشاء والتعمير                              | 21 فبراير 1963       | 28 يونيو 1974      |
|             | الاتحاد الدولي للاتصالات                                   | 18 فبراير 1963       | 7 أكتوبر 1988      |
|             | منظمة حظر الأسلحة الكيميائية                               | ?                    | ?                  |
|             | مؤسسة التمويل الدولية                                      | 31 مارس 1964         | 28 يونيو 1974      |
|             | المركز الدولي لتسوية المنازعات الاستشارية                  | 14 أكتوبر 1966       | 25 مايو 1978       |
|             | منظمة التجارة العالمية                                     | ?                    | ?                  |
|             | تحالف الدول الجزرية الصغيرة                                | ?                    | ?                  |
|             | منظمة الشرطة الجنائية الدولية                              | ?                    | ?                  |

## وصلات خارجية
- موقع وزارة الخارجية الجامايكية